# Didou
Didou est un petit lapin, héros d'une série d'albums écrits et illustrés par Yves Got (édités par les Éditions Albin Michel). Il est également le héros d'une série télévisée d'animation : Didou.

## Titres disponibles
- Les vacances de Didou, 2000,  (ISBN 2-226-11184-0)
- La petite sœur de Didou, 2001,  (ISBN 2-226-11358-4)
- Les contraires de Didou, 2002
- La famille de Didou, 2003,  (ISBN 2-226-12993-6)
- Les couleurs de Didou  2003
- Les chiffres de Didou, 2004
- Didou  , Mon premier livre de mots : Didou sait tout
- Les doudous de Didou
- Doux comme Didou, 2007
- Didou, dis-moi… Qui est le bébé de l'ours ?, 2007
- Didou, dis-moi… Qui habite dans les arbres ?, 2007

## Titres liés à la série télé
- Didou, Dessine-moi les petits animaux
- Didou, Dessine-moi la ferme
- Didou, Dessine-moi une maison
- Didou, Dessine-moi un bateau
- Didou, Dessine-moi un chameau
- Didou, Dessine-moi un tracteur